# In Trust of No One
In Trust of No One jest singlem fińskiej grupy muzycznej Charon wydanym w roku 2003 i promującym czwarty album Finów The Dying Daylights. Singel został w całości wyprodukowany przez zespół.

## Lista utworów
1. In Trust of No One
2. Death Can Dance

## Skład
- Juha-Pekka Leppäluoto – wokal
- Pasi Sipilä – gitara elektryczna
- Jasse von Hast – gitara elektryczna
- Teemu Hautamäki – gitara basowa
- Antti Karihtala – perkusja

- Jenny Heinonen – wokal damski